# Don't Stop Can't Stop
Don't Stop Can't Stop è il terzo singolo del gruppo musicale sudcoreano 2PM, pubblicato il 19 aprile 2010. Dal singolo è stato estratto il pezzo Without U che ha raggiunto la prima posizione di numerose classifiche asiatiche. Inoltre è stato prodotto un video musicale anche per 목숨을 건다 (I Will Give You My Life), benché esso non sia mai stato estratto ufficialmente come singolo.

## Tracce
1. Don't Stop Can't Stop - 4:08
2. Without U - 3:20
3. Maja (마자) - 3:15
4. I Will Give You My Life (목숨을 건다) - 3:08
5. Without U (Explorer Mix) - 4:00
6. Space Maja (마자) - 3:18